# ۱۰۹۵ خیابان امریکاس
۱۰۹۵ خیابان امریکاس یک آسمان‌خراش واقع در ایالت نیویورک، ایالات متحده آمریکا می‌باشد. ساخت و ساز این ساختمان ۱۹۷۲ شروع شد و ۱۹۷۴ به پایان رسید. تعداد طبقاتش ۴۱ است.